# Зграда Ресавске библиотеке у Свилајнцу
Зграда Ресавске библиотеке у Свилајнцу преставља непокретно културно добро као споменик културе.
Зграда је подигнута 1903. године као породична кућа Димитрија Мите Исаковића, оснивача првог новчаног завода у Свилајнцу и првог оснивача штедионице у Свилајнцу. Грађена је од опеке, камена и челичних профила за међуспратну конструкцију изнад подрума. Правоугаоне је основе, са подрумом испод половине приземља. Фасаде су омалтерисане, са благом фасадном пластиком која садржи одлике градске арихитектуре. Фасада ка улици је нешто богатије декорисана. Кров је четвороводан, покривен бибер црепом. 
У послератним годинама објекат је додељен Ресавској библиотеци на коришћење и тако је остало до данас.